# 범무늬도롱뇽
범무늬도롱뇽은 도롱뇽목에 속하는 양서류이다.

## 사진

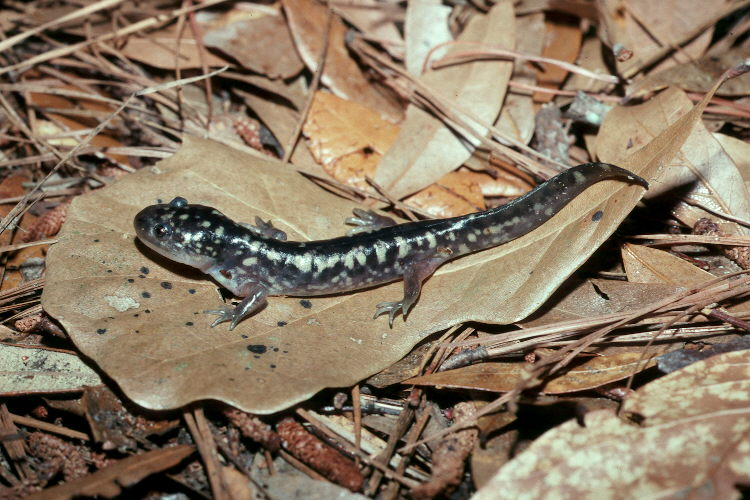
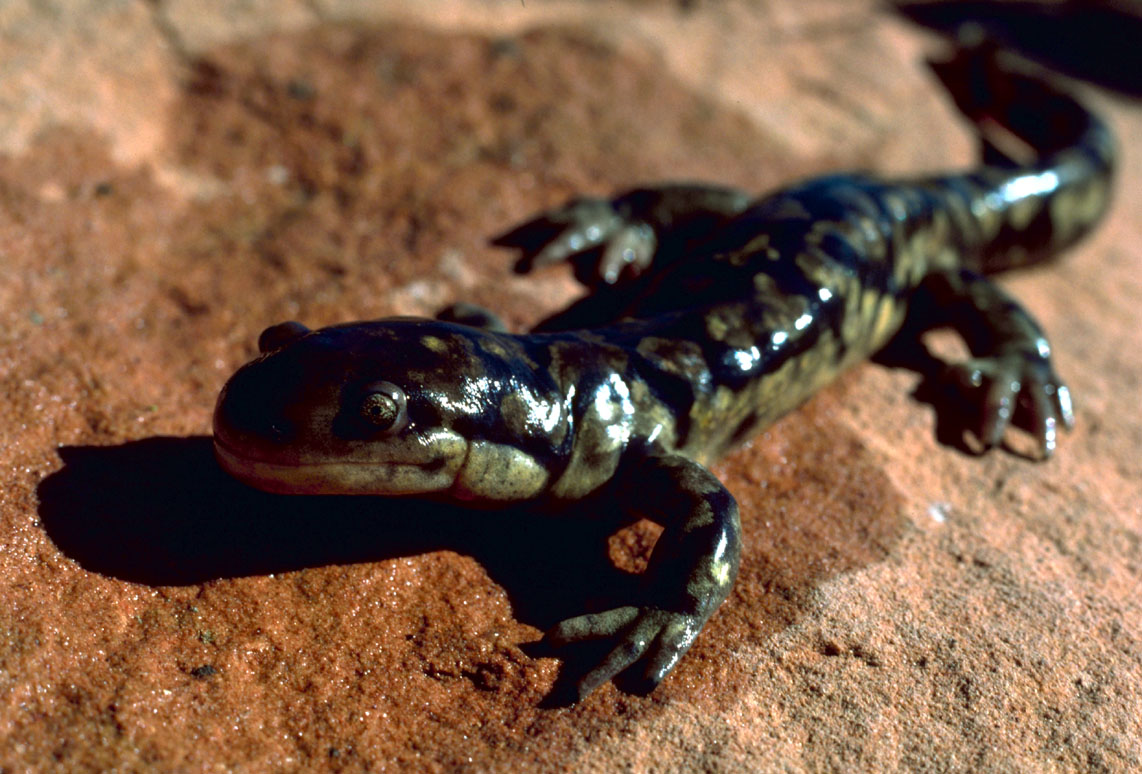
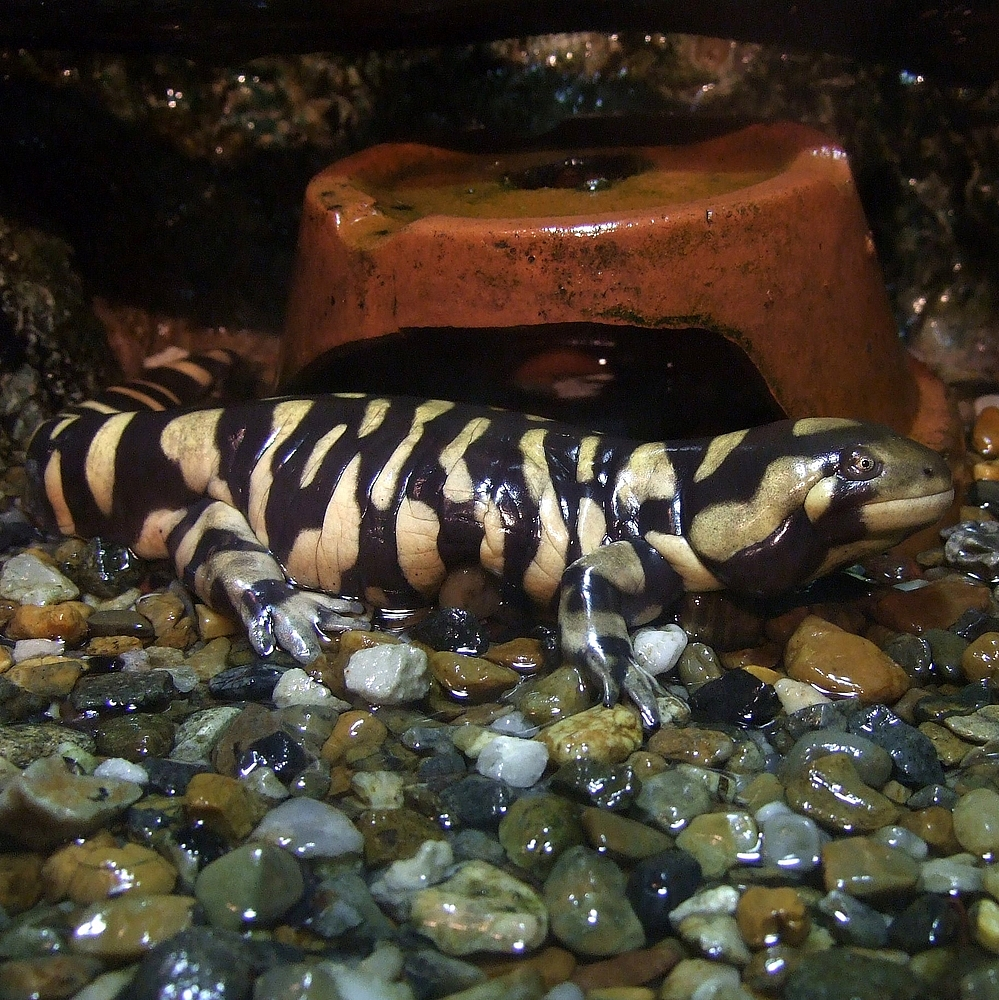
Ambystoma tigrinum mavortium